# S-350 Vityaz
Hệ thống tên lửa 50R6 Vityaz (tiếng Nga: ЗРК Витязь) hay còn gọi là S-350E là một hệ thống Tên lửa đất đối không của Nga được GSKB Almaz-Antey phát triển. Hệ thống này sẽ thay thế S-300PS và S-300PT-1A. Hệ thống này được thiết kế theo nguyên bản của dự án KM-SAM liên kết giữa Hàn Quốc và Nga, sử dụng tên lửa 9M96 như của hệ thống phòng không S-400.

## Hình ảnh

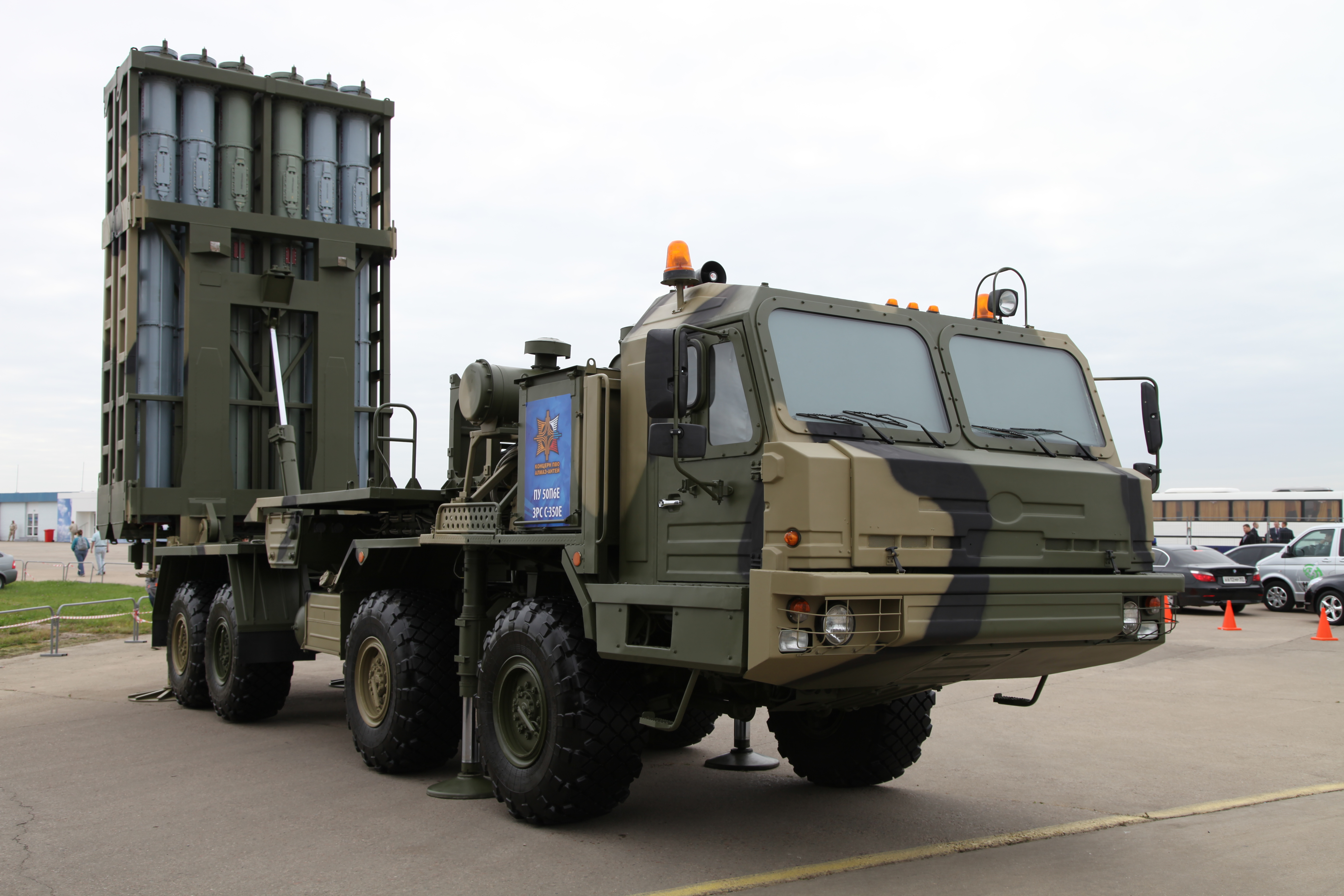
50P6E transporter erector launcher
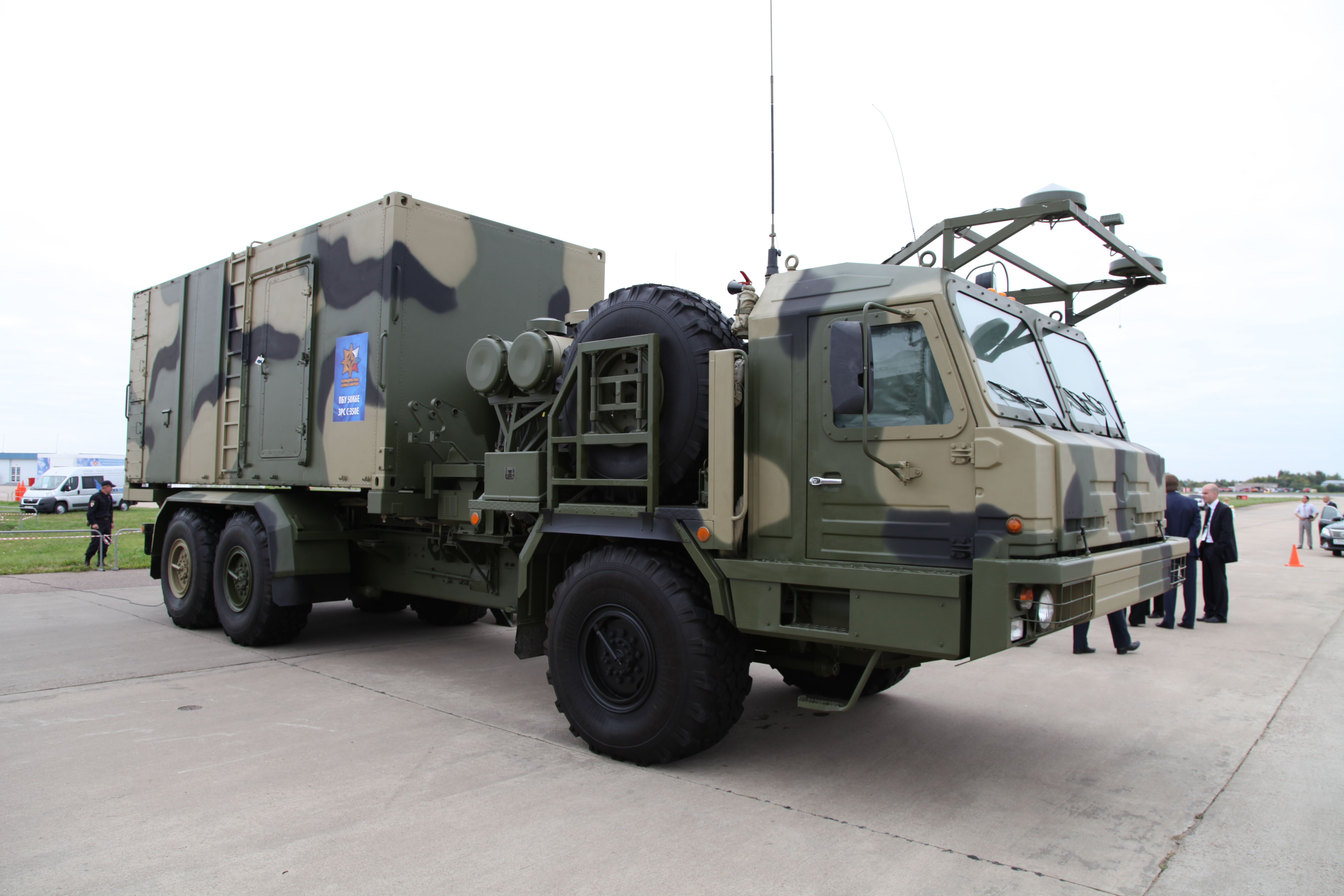
50K6E command post
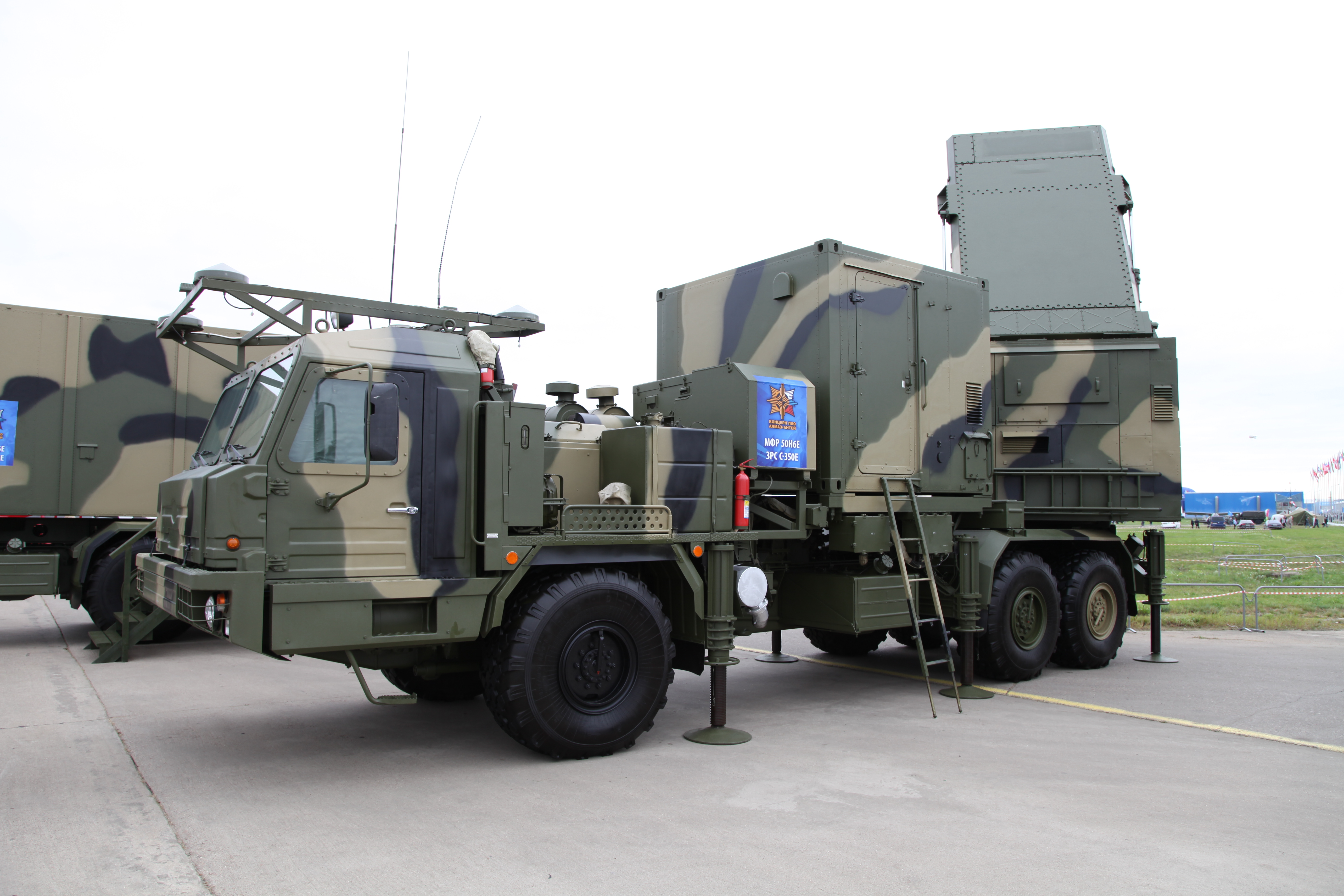
50N6E multifunctional radar